# Otto Gmelin
Otto Helmut Gmelin (ur. we wrześniu 1876 w Wangen im Allgäu, zm. 29 października 1925 w Esslingen am Neckar) – niemiecki kupiec, działacz i sędzia sportowy oraz tenisista. Był pierwszym niemieckim prezesem klubu piłkarskiego FC Barcelona w latach 1909–1910. Jego poprzednikiem, jak i następcą był Joan Gamper.

## Życiorys
Urodzony w Niemczech Otto Gmelin zamieszkał w Barcelonie, aby poświęcić się importowi i handlowi produktami kolonialnymi. Dołączył do FC Barcelona przyjmując zaproszenie założyciela Joana Gampera. Zaprzyjaźnili się, odwiedzając niemiecko-szwajcarską społeczność protestancką w Barcelonie. Gmelin nigdy nie grał w koszulce Barçy, ale sędziował kilka gier.
14 października 1909 roku, kiedy Gamper zrezygnował z pierwszego mandatu, Gmelin został wybrany na stanowisko prezesa FC Barcelona, po czym zarządził aby Gamper nadal pełnił funkcję skarbnika. Podczas rządzenia przez Otto Gmelina klub miał najlepszy sezon sportowy od założenia w 1899 roku i zdobył swój pierwszy ważny trofeum – Puchar Króla.
Aby uczcić sportowe sukcesy sezonu, 17 lipca 1910 roku FC Barcelona przyjęła swój pierwszy oficjalny hymn skomponowany przez José Antonio Lodeiro Piñeirosa. To pierwszy hiszpański klub, który miał hymn. Podczas prezesury Gmelina powstały inne nowości, takie jak herb w kształcie garnka do gotowania zaprojektowany przez Carlesa Comamala. Białe szorty zastąpiono niebieskimi szortami.
17 września 1910 roku, po jedenastomiesięcznej kadencji Gmelina zastąpił Gamper. Gmelin ponownie wchodził w skład komitetu klubowego w sezonie 1911/12.
Oprócz piłki nożnej Otto Gmelin był wielkim miłośnikiem tenisa, jako zawodnik, ale przede wszystkim jako sędzia. Jest jednym z pionierów sekcji tenisowej FC Barcelona, a wraz z Gamperem był dyrektorem Asociación de Lawn-Tenis de Barcelona, który później stał się nazywać Real Club de Tenis Barcelona.
Gmelin jest powszechnie znany jako „Wielki Otto” ze względu na jego budowę. Przez znaczną część swojego życia miał problemy zdrowotne. W ostatnich miesiącach życia z powodu długiej choroby wrócił do Niemiec, gdzie zmarł.